# نام (فیلم ۲۰۲۴)
نام یا هویت (به انگلیسی: Naam) یک فیلم اکشن، معمایی و دلهره‌آور هندی به کارگردانی آنیس بازمی با بازی اجی دیوگن، بومیکا چاولا، سمیرا ردی، یاشپال شارما، راهول دو و ماکش تیواری است. تصویربرداری اصلی این فیلم در ۲۰ نوامبر ۲۰۰۴ تمام شد و در ابتدا برای اکران در ۲۵ فوریه ۲۰۰۵ برنامه‌ریزی شده بود. اما به دلایل مختلف انتشار فیلم نزدیک به ۲۰ سال به تعویق افتاد. و سرانجام در ۲۲ نوامبر ۲۰۲۴ منتشر شد.
داستان فیلم «نام» حول محور مردی با بازی آجی دیوگن می‌چرخد که پس از از دست دادن حافظه‌اش، سفری را برای کشف هویت خود آغاز می‌کند.

## داستان
یک قاتل حرفه‌ای پس از یک اتفاق ناگوار تقریباً مرگبار حافظه خود را از دست می‌دهد. او با جدا کردن زندگی خود در یک بازی خطرناک با گذشته خودش و دشمنان سرسخت گرفتار شده است. هر افشاگری در مورد گذشته او معماهای عمیق تری را آشکار می‌کند، که همه چیز را تغییر می‌دهد.

## ساخت
این فیلم اکشن-درام سرگرم‌کننده فیلمبرداری را در سال ۲۰۰۴ انجام داد و برای اکران در سال‌های ۲۰۰۵، ۲۰۰۶، ۲۰۰۸ و ۲۰۱۴ برنامه‌ریزی شده بود، اما انتشار آن چندین بار به دلیل مشکلات مختلف به تعویق افتاد. این فیلم در سوئیس و بمبئی در سال ۲۰۰۴ فیلمبرداری شده است.